# 이케다 데루마사
이케다 데루마사(일본어: 池田 輝政)는 아즈치모모야마 시대부터 에도 시대 전기에 걸친 무장·다이묘이다. 미노 이케지리 성주, 동국 오가키성주, 동국 기후성주, 미카와 요시다 성주를 거쳐서, 하리마 히메지번 초대 번주가 된다. 히메지성을 현재 남은 모습으로 대규모로 수축한 것으로 알려진다. 히메지 사이쇼(姫路宰相)라 불리었다.
| 전임 이케다 쓰네오키 | 제3대 이케다가 당주 (쓰네토시 파) 1584년 ~ 1613년 | 후임 이케다 도시타카 |

|  | 제1대 히메지번 번주 (이케다 가문) 1600년 ~ 1613년 | 후임 이케다 도시타카 |